# شخبوط بن نهيان بن مبارك آل نهيان
شخبوط بن نهيان بن مبارك آل نهيان (1990م) دبلوماسي وسياسي إماراتي، يشغل منذ 10 فبراير 2021 منصب وزير الشؤون الخارجية الإماراتية وذلك في أعقاب التعديل الوزاري المصغر الذي تم في وزارة الخارجية والتعاون الدولي. كما كان سفيرًا للإمارات لدى السعودية بين عامي 2017 و2021 لبحث آليات التعاون الثنائي في شتى المجالات، وبما يحقق المصالح المشتركة . يشغل والده نهيان بن مبارك آل نهيان منصب وزير التسامح والتعايش الإماراتي.
كما عمل شخبوط في وزارة الخارجية والتعاون الدولي في الفترة ما بين عامي 2013 و2014 بالإضافة إلى ترأس اتحاد الإمارات للفروسية خلال الفترة ذاتها حيث تلقى تدريباً عملياً في بنك استاندرد تشارترد أبوظبي وشركة مبادلة للاستثمار في العام 2012م. واكتسب شخبوط خبرات عملية في صحيفة ذي ناشيونال في العام 2011م.

## التحصيل العلمي
يحمل شخبوط درجة البكالوريوس في العلوم التطبيقية والدراسات الإعلامية التطبيقية من كليات التقنية العليا في أبو ظبي عام 2012، ودرجة الدبلوم في الدراسات من أكاديمية أنور قرقاش الدبلوماسية (أكاديمية الإمارات الدبلوماسية سابقًا) عام 2017. والتحق بأكاديمية ساندهرست الملكية العسكرية في الفترة ما بين عامي 2015-2016م